# Adriano Goio
Adriano Goio (Trento, 8 maggio 1936 – 31 marzo 2016) è stato un politico italiano, sindaco di Trento dal 1983 al 1990.

## Biografia
Si è laureato in architettura all'Università di Venezia e ha lavorato come dipendente provinciale. Dal 1975 al 1980 è stato Assessore ai lavori pubblici del comune di Trento. Il sindaco era Giorgio Tononi, anche lui democristiano. È stato eletto sindaco di Trento la prima volta il 16 giugno 1983, ed è stato poi rieletto il 5 luglio 1985, con il supporto di Democrazia Cristiana, PSI, PSDI e PLI, ma senza il PRI. Operò per il recupero del centro storico, mentre ebbe più difficoltà a controllare l'urbanizzazione di Trento nord. Nel 1990 gli succedette Lorenzo Dellai, anche lui democristiano, sostenuto da PSI e Verdi.
Il 6 giugno 1990 è stato nominato segretario generale dell'autorità di Bacino del fiume Adige. È stato confermato nel ruolo il 6 marzo 1995. È stato candidato sindaco alle elezioni comunali del giugno 1995 con il sostegno dal PATT e dal Partito Popolare, ottenendo il 15,1% dei voti. È stato nuovamente confermato nel ruolo di segretario generale dell'autorità di Bacino del fiume Adige il 3 agosto 2000 e il 1º agosto 2002. Dopo 14 anni, l'11 novembre 2004 ha preso il suo posto Nicola Dell'Acqua.
L'11 luglio 2006 è stato nominato presidente del Comitato provinciale per le comunicazioni (Corecom) della Provincia autonoma di Trento. Il 17 marzo 2006 è stato nominato Commissario delegato per la realizzazione degli interventi urgenti necessari per il superamento della situazione di emergenza socio-economico-ambientale determinatasi nell'asta fluviale del bacino del fiume Aterno.
Muore il 31 marzo 2016 all'età di 79 anni per una grave malattia.